# Rudolf Nyandoro
Rudolf Nyandoro (ur. 11 października 1968 w Gweru) – zimbabweński duchowny rzymskokatolicki, biskup diecezjalny Gokwe w latach 2017–2020, biskup diecezjalny Gweru od 2020.

## Życiorys
Urodził się 11 października 1968 w Gweru. Po maturze wstąpił do niższego seminarium w Chikwingwizha. W latach 1991–1994 uczęszczał na kursy filozoficzne w Wyższym Seminarium Duchownym św. Karola Lwanga w Chimanimani. Później został wysłany do misji jezuickiej Chishawasha w archidiecezji Harare, aby ukończyć studia teologiczne. Święcenia prezbiteratu przyjął 19 grudnia 1998.
Po święceniach pełnił następujące funkcję: 1999–2000: wikariusz parafii w Mukaru; 2000–2006: administrator parafii katedralnej; 2007–2009: rektor niższego seminarium; 2010–2015: rektor Kolegium Nauczycielskiego w Bondolfi; 2015: uzyskał tytuł doktora z poradnictwa duszpasterskiego na Uniwersytecie Południowej Afryki; 2015–2017: kanclerz diecezji Masvingo i profesor Teachers College w Bondolfi.
28 stycznia 2017 papież Franciszek prekonizował go biskupem diecezjalnym Gokwe. 29 kwietnia 2017 otrzymał święcenia biskupie na terenie szkoły św. Pawła w Gokwe, a następnego dnia odbył ingres do katedry św. Jana. Głównym konsekratorem był Michael Dixon Bhasera, biskup diecezjalny Masvingo, zaś współkonsekratorami arcybiskup Marek Zalewski, nuncjusz apostolski w  Zimbabwe i biskup Angel Floro Martínez, emerytowany biskup Gokwe.
11 września 2020 papież przeniósł go na stolicę biskupią w Gweru. Ingres do katedry św. Teresy, w trakcie którego kanonicznie objął urząd, odbył 24 października 2020.